# Michel Magits
Michel Magits (Rotselaar, 17 oktober 1946) is een Belgisch voormalig hoogleraar en bestuurder.

## Levensloop
Magits is doctor in de rechten (1972) en de geschiedenis (1977).
Magits was als gewoon hoogleraar verbonden aan de faculteit rechtsgeleerdheid van de Vrije Universiteit Brussel, waar hij voorzitter was van de vakgroep Metajuridica. 
Hij was decaan van de faculteit der rechtsgeleerdheid van 1988 tot 1991 en van 1998 tot 2002. Van 1991 tot 1994 fungeerde hij als voorzitter van de onderwijsraad.
In 2003 was hij lid van de expertengroep ‘Evaluation de la Qualité. Droit’, ingesteld door de Conseil des recteurs van de Franse Gemeenschap. Zijn publicaties betreffen de rechtsgeschiedenis, het onderwijsrecht en levensbeschouwelijke aspecten. Van 1997 tot maart 2006 was hij voorzitter van de Unie Vrijzinnige Verenigingen. Hij werd in die functie opgevolgd door Sonja Eggerickx.